# Aongstroemia strumulosa
Aongstroemia strumulosa là một loài rêu trong họ Dicranaceae. Loài này được Hampe mô tả khoa học đầu tiên năm 1863.